# Апотеоз
Апотеоз (от гръцки ἀποθεόων, apotheoun „да обожествяваш“, на латински: deificatio, и по-късно на италиански: gióvino, „да направиш, превърнеш в божествен“) се отнася до възхваляването, прославянето, почитането, възвеличаването на някого или нещо, издигайки го до божествено ниво. Терминът се употребява в теологията и изкуството, като по отношение на теологията има значението на вяра, а в изкуството се отнася до жанр.
В теологията апотеоз се отнася още до идеята, че един индивид е въздигнат до статута на богоподобен. В изкуството това е разглеждането на който и да е било предмет, фигура, група, мотив, мелодия и т.н. по величествен, величав и прославящ начин.